# 杜撫
杜撫（？年—？年），字叔和，犍爲郡武陽縣（今四川省彭山縣東）人。

## 生平
杜撫年輕時才智過人。師從薛漢，定《韓詩章句》。後來回到鄉里教授學生。杜撫沈靜樂道，一舉一動以禮為原則，學生多達千人。後來杜撫為驃騎將軍東平王劉蒼徵闢，劉蒼受封到封地時，掾史都補任王官屬，不到一年，都自呈罪狀以求離去。當時杜撫任大夫，不忍心離開，劉蒼知道這件事後，贈送車馬財物遣送杜撫離開。杜撫被徵闢到太尉府。
漢明帝曾詔令馬嚴留在仁壽闥，和時任校書郎的杜撫、班固定《建武注記》。
建初年間，杜撫受公車令，幾個月內就在任內去世。杜撫著有《詩題約義通》，學者流傳，名為《杜君法》。

## 延伸阅读
[在维基数据编辑]
 《後漢書·卷79下》，出自范晔《後漢書》